# Spremnost (Sydney)
Spremnost ili Hrvatski tjednik Spremnost je ime za novinski tjednik na hrvatskom jeziku koji izlazi u Sydneyu u Australiji od 15. prosinca 1957.
Tiskovina izlazi svakoga utorka. Višedesetljetni glavni urednik lista bio je Fabijan Lovoković. Izlazile su kroz povijest kao glasilo Hrvata Australije, glasilo područnog tijela Hrvatskog oslobodilačkog pokreta Australije i Novog Zelanda te glasilo Središnjeg odbora Hrvatskih društava Australije i Novog Zelanda.
List se izjašnjava kao novine za rodoljubna, kulturna, društvena i športska pitanja (prvotno novine za rodoljubna, kulturna i družtvena pitanja).